# Kościół Niepokalanego Poczęcia Najświętszej Maryi Panny „Tal-Hondoq” w Qali
Sanktuarium Niepokalanego Poczęcia Najświętszej Maryi Panny „Tal-Hondoq” (malt. Is-Santwarju tal-Kunċizzjoni tal-Hondoq, ang. Sanctuary of the Immaculalate Conception Tal-Hondoq) – rzymskokatolicki kościół na obrzeżach wioski Qala na wyspie Gozo, Malta.

## Historia
Jest jednym z najstarszych zachowanych kościołów na archipelagu. Dokumenty ukazują, że było to popularne miejsce ludowej pobożności już w czasach arabskich rządów na Malcie (IX–XI wiek). Niektóre źródła sugerują, że mogła w tym miejscu w przeszłości stać pogańska świątynia.
Pietro Dusina, papieski wizytator na Malcie, znalazł w 1575 kaplicę w bardzo złym stanie. Było to wynikiem powtarzających się rajdów piratów berberyjskich na Gozo. Dusina zdesakralizował kościół i nakazał jego zamknięcie. Lecz miejscowa ludność odbudowała kościół, dobudowując zakrystię oraz dodając plac przed świątynią (zuntier). Już w 1591 kościół, który nosił wówczas wezwanie Wniebowzięcia Najświętszej Maryi Panny, był wspomniany przez biskupa Gargallo. W owym czasie był to jeden z największych kościołów na Gozo.
W 1615 biskup Baldassare Cagliares podarował świątyni nowy obraz do ołtarza głównego, jednocześnie na prośbę mieszkańców wioski, którzy nie mogli wystarczająco uroczyście obchodzić święta patronalnego, gdyż w tym samym dniu wypadały uroczystości w głównym kościele parafialnym wyspy, zmienił wezwanie świątyni na Niepokalane Poczęcie Najświętszej Maryi Panny.
Stary obraz tytularny Wniebowzięcie był przez prawie 300 lat przechowywany w zakrystii, a w 1899 został przeniesiony do kościoła parafialnego. Obraz jest mniejszy niż aktualny, przedstawia Błogosławioną Dziewicę wziętą do nieba, w otoczeniu czterech aniołów, z których dwa górne trzymają koronę nad głową Maryi. Obraz znany jest jako „Santa Marija tal-Qala”. Autor i czas jego powstania nie są znane. Mówi się, że obraz ten zainspirował malarza, który wykonał obraz tytularny w sanktuarium Ta’ Pinu. Jest to prawdopodobnie najstarszy na Gozo obraz Wniebowzięcia Maryi.     
Kiedy w 1688 w związku z powiększającą się populacją Gozo biskup Davide Cocco Palmieri utworzył w Nadur jedną z nowych parafii, kościół „Tal-Hondoq” służył jako parafialny do czasu przejęcia tej funkcji przez nowo wybudowany kościół w Nadur. Od 1 maja 1855 pełnił funkcję kościoła wiceparafialnego, zaś od 1872, kiedy Qala została samodzielną parafią, ponownie służył jako kościół parafialny, aż do wybudowania nowego kościoła parafialnego w centrum miejscowości. 
W XVII i XVIII stuleciu kult Niepokalanego Poczęcia wzrastał i wiele pielgrzymek przybywało do sanktuarium. W raporcie z wizyty duszpasterskiej z 1736 biskup Paul Alphéran de Bussan, a także biskup Bartolomé Rull w 1760, napisali o dużej ilości darów wotywnych, w większości złotych i srebrnych, pokrywających ściany świątyni. Zostały one później usunięte i użyte do sfinansowania renowacji i dekoracji sanktuarium.
W 1887 sanktuarium poddane zostało renowacji, dobudowana została również wtedy dzwonnica.
Powtórna dedykacja świątyni nastąpiła 20 maja 1950.
W setną rocznicę ogłoszenia przez papieża Piusa IX dogmatu o Niepokalanym Poczęciu Matki Bożej, 1 sierpnia 1954 wizerunkowi Maryi na obrazie tytularnym została uroczyście dodana przez biskupa Gozo Giuseppe Pace korona.

## Architektura

### Wygląd zewnętrzny
Kościół stoi przy drodze prowadzącej z Qali do Hondoq ir-Rummien. Budynek kościoła ma kształt prostopadłościanu, z prostą fasadą. Na jej końcach znajdują się pojedyncze surowe narożne pilastry, wznoszące się na całą wysokość fasady, wspierając belkowanie z szerokim gzymsem rozpiętym na całą szerokość ściany. Centralnie na gzymsie oszklona nisza zadaszona trójkątnym frontonem. W niszy, która oryginalnie była małą dzwonnicą typu bell-cot, w 1887 została umieszczona figura Santa Marija Tal-Blat, przeniesiona z pobliskiego kościółka „Tal-Blat”. Główne wejście znajduje się centralnie w fasadzie – prawdopodobnie zostało one powiększone i upiększone podczas prac renowacyjnych pod koniec XIX wieku. Wejście zakończone jest półkoliście, na każdej z pachwin łuku wyrzeźbiony jest kwiat. Drzwi oflankowane są parą doryckich pilastrów, podpierających belkowanie z tryglifami i metopami, zwieńczone niepełnym frontonem. Został on użyty, by nie kolidować z dużym okrągłym oknem, umieszczonym tuż ponad frontonem.
Na lewej elewacji budynku znajdują się zamurowane drzwi, ponad którymi prostokątne okno pokazujące, jak grube są mury kościoła. Nieco dalej po tej samej stronie kolejne drzwi. Na ścianie tylnej znajduje się wnęka w kształcie łuku, z oknem witrażowym przedstawiającym symbol Maryi Dziewicy w otoczeniu czterech aniołów. Na trzech ścianach, oprócz frontowej, proste rzygacze odprowadzające wodę opadową z dachu. Na tyle budynku po prawej stronie kwadratowa w przekroju dzwonnica, zbudowana w 1887. Przed kościołem otoczony niewysokim murkiem zuntier. Po prawej stronie cmentarz, którego początki sięgają antycznych czasów. Dominuje nad nim brązowa rzeźba Chrystus zwyciężający śmierć.
Na tylnej i prawej zewnętrznej ścianie świątyni znaleźć można wydrapane w kamieniu graffiti, przedstawiające obrazy różnych statków, krzyże i daty. Nie był to wandalizm, lecz forma ex voto, podzięki rybaków lub marynarzy za uratowanie z rozbitego statku. Widocznie ich autorzy nie mieli dość pieniędzy, by ofiarować malowany obraz.

### Wnętrze
Wspaniałe wnętrze świątyni udekorowane jest obrazami, rzeźbami i złoceniami na sklepieniu oraz ścianach. Sklepienie nawy podzielone jest łukami, zaś absydy – plafonami.
Marmurowy ołtarz główny ozdabia obraz tytularny przedstawiający Niepokalanie Poczętą oraz Boga Ojca. Obraz został zakupiony, a następnie podarowany świątyni przez biskupa Baldassare Cagliaresa w 1615. Dotychczas źródła przypisywały to dzieło Federico Barocciemu lub komuś z jego szkoły, dziś niektórzy znawcy przychylają się do zdania, iż autorem może być Francesco Vanni. Obraz ujęty jest we wspaniale dekorowaną i złoconą ramę, ponad którą jaśnieje wspomniane już okno witrażowe. Przed ołtarzem umieszczony jest kunsztownie wykonany ołtarz posoborowy.
Po obu stronach ściany przed absydą marmurowe tablice pamiątkowe; ta po lewej upamiętnia trzechsetną rocznicę ustanowienia w 1688 przez biskupa Palmieri Santa Marija tal-Qala kościołem parafialnym. 
Boczny ołtarz po lewej stronie nawy nosi wezwanie Krzyża Chrystusa. Obok krzyża owalny obraz św. Kurradu (malt. San Kerrew), z którym związana jest lokalna legenda (patrz poniżej). Ołtarz po przeciwnej stronie poświęcony jest Matce Bożej Różańcowej. Obraz w tym ołtarzu pochodzi z drugiej połowy XX wieku i jest pędzla Rafaela Bonnici Calì z Tarxien. Przedstawia on Najświętszą Panienkę z Dzieciątkiem Jezus wręczającą różaniec św. Dominikowi, po prawej św. Rita.

### Legenda o św. Kurradu
Wewnątrz kościoła wzdłuż lewej ściany znajdują się małe, wąskie, prawie niewidoczne schody prowadzące w dół do niewielkiej krypty wykutej w skale. W niszy, za żelazną kratą, w szklanej urnie znajdują się pozostałości ludzkiego szkieletu odkrytego w 1937 pod podłogą.
Legenda mówi, że w XV wieku żył w grocie w Wied il-Għasel koło Mosty na Malcie święty człowiek, obcokrajowiec imieniem Kurradu (Kurraw lub Karrew). Po nieporozumieniach z pasterzami opuścił sąsiednią wyspę, udał się na Gozo i zamieszkał w jaskini w Qala. Gdy zmarł został pochowany w małej krypcie pod kościołem. Przekaz mówi, że za jego wstawiennictwem małe dzieci były cudownie uzdrawiane z różnych chorób. Jego kult trwa na Gozo po dziś dzień.

Podczas wykopalisk w krypcie 3 października 1937 w miejscu, gdzie legenda mówi, że pustelnik został pochowany, odkryto szkielet mężczyzny. Zebrane kości były przechowywane w skrzynce w zakrystii. W 1991 przeprowadzone zostały ich badania, które potwierdziły, że szkielet pochodzi z XV wieku. Pozostałości zostały włożone do szklanej urny i zapieczętowane przez biskupa Gozo Nikola Cauchiego. Urna została umieszczone w krypcie w pobliżu miejsca, gdzie szkielet został odkryty.     

## Święto patronalne
Święto patronalne kościoła obchodzone jest 8 grudnia.

## Ochrona dziedzictwa kulturowego
Od 27 sierpnia 2012 budynek świątyni umieszczony jest na liście National Inventory of the Cultural Property of the Maltese Islands pod nr. 01038.